# Eugen Mittwoch
Eugen Mittwoch (geboren am 4. Dezember 1876 in Schrimm bei Posen; gestorben am 8. November 1942 in London) war ein deutscher Orientalist und Semitist. Er gilt als einer der Begründer der modernen Islamwissenschaften in Deutschland und als bedeutender jüdischer Gelehrter. Zudem befasste er sich mit äthiopischer Philologie und Sprachwissenschaft sowie Volkskunde. Von 1919 bis 1935 war er Professor am Berliner Seminar für Orientalische Sprachen und von 1928 bis 1933 dessen Direktor.
Mittwoch war darüber hinaus in beiden Weltkriegen nachrichtendienstlich tätig: im Ersten Weltkrieg leitete er von 1916 bis 1918 im Auftrage des Auswärtigen Amtes die Nachrichtenstelle für den Orient, im Zweiten Weltkrieg arbeitete er im Londoner Exil in der von Ernst Jäckh geleiteten Nahostabteilung des Britischen Informationsministeriums.

## Leben

### Jugend und Ausbildung
Der Kaufmannssohn Eugen Mittwoch beabsichtigte zunächst, Rabbiner zu werden und absolvierte ein Studium am Rabbinerseminar zu Berlin. Zudem studierte er ab 1894 an der Universität Berlin orientalische und klassische Sprachen und promovierte 1899 bei Eduard Sachau mit einer arabistischen Arbeit über die Ayyām al-'Arab („Kampftage der [vorislamischen] Araber“) in der literarischen Überlieferung. Seine Habilitation für semitische Philologie erfolgte 1905. Ab 1906 bis zur Schließung dieser Einrichtung 1933 lehrte Mittwoch an der Veitel Heine Ephraim'schen Lehranstalt in Berlin, einer der bedeutendsten jüdischen Schulen der damaligen Zeit. Zudem lehrte er ab 1907 am Seminar für Orientalische Sprachen Altäthiopisch und Amharisch.

### Chef der Nachrichtenstelle für den Orient im Ersten Weltkrieg

Sitz der Nachrichtenstelle für den Orient, Mauerstraße 45/46. Mittwoch leitete die Nachrichtenstelle von 1916 bis 1918

Während des Ersten Weltkriegs leitete Mittwoch in den Jahren 1916 bis 1918 die Nachrichtenstelle für den Orient als Nachfolger des Gründers Baron Oppenheim und Karl Emil Schabingers von Schowingen. Nachdem seine Vorgänger aktiv im Nahen Osten unter den muslimischen Völkern den „Dschihad“ propagiert hatten, bemühte sich Mittwoch, der vom Auswärtigen Amt zum Leiter der Stelle berufen wurde, um eine wissenschaftlich-fundiertere Arbeitsweise der Nachrichtenstelle, wozu unter anderem die neugegründete Zeitschrift Der Neue Orient dienen sollte. In Mittwochs Zeit arbeiteten für die Nachrichtenstelle und für die Zeitschrift Der Neue Orient Persönlichkeiten wie Friedrich Schrader (Sozialdemokrat, Gründer und stellvertretender Chefredakteur des Osmanischen Lloyd in Konstantinopel), Max Rudolf Kaufmann (ehemaliger Mitarbeiter von Schrader und 1952 bis 1963 Leiter der Orientabteilung von Inter Nationes in Bonn), und Nahum Goldmann, der spätere Präsident des Jüdischen Weltkongresses. Im Sommer 1918 hielt sich Eugen Mittwoch im Rahmen seiner nachrichtendienstlichen  Tätigkeit für die „Nachrichtenstelle“ länger in Zürich auf, wo der Vater von Max Rudolf Kaufmann für die Nachrichtenstelle eine Scheinfirma betrieb, die von „neutralem“ Boden aus deutsche Propagandaschriften in den Nahen Osten und den islamischen Raum verschickte.

### Akademische Tätigkeit in Berlin und Palästina
Nach einer ersten Tätigkeit an der Universität Berlin ab 1906 (ab 1915 als außerordentlicher Professor) wurde Mittag 1917 als Nachfolger Mark Lidzbarskis auf den Lehrstuhl für semitische Philologie an der Universität Greifswald berufen. Schon zwei Jahre später kehrte er jedoch nach Berlin zurück, wo er eine ordentliche Professur am Seminar für Orientalische Sprachen erhielt. Von 1928 bis zu seiner Absetzung am 1. Juli 1933 war er zudem Direktor des Seminars. 1935 wurde er durch die NS-Regierung vorzeitig zwangsemeritiert. In dieser Zeit wirkte er auch als bedeutender jüdischer Gelehrter, u. a. war er akademischer Lehrer von Rabbi Joseph Ber Soloveitchik, der als „The Rav“ bekannt wurde. 

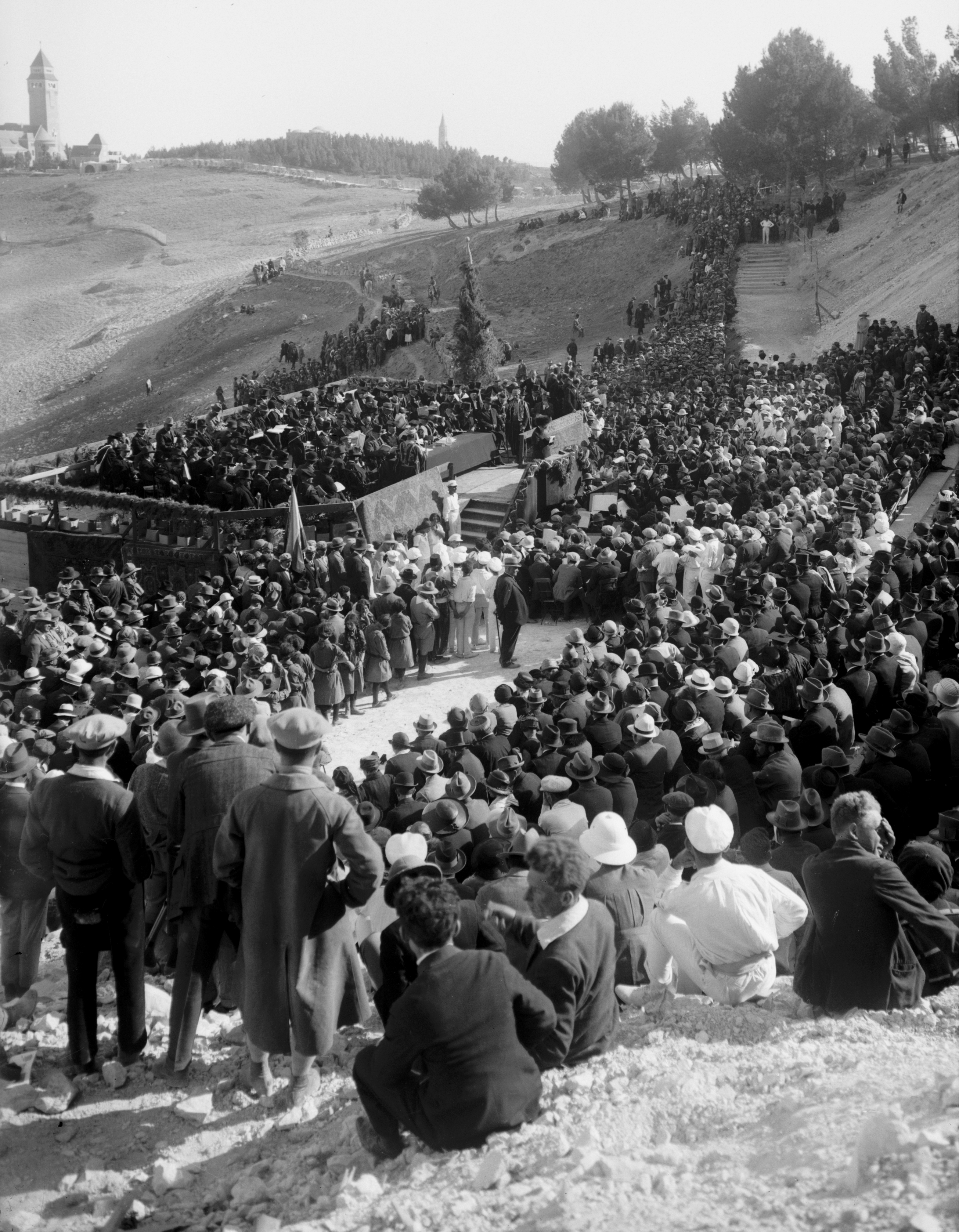
Eröffnungsfeier der Hebräischen Universität – 1925, Mittwoch war dort 1924 als Berater beim Aufbau eines Lehrstuhls für Semitistik tätig und setzte sich für Iwrith als nationale Sprache Israels ein

1924 weilte Mittwoch in Jerusalem, um an der dortigen Hebräischen Universität den Lehrstuhl für Semitistik mit aufzubauen. Mittwoch förderte die Kenntnis des Hebräischen in Deutschland und Palästina und sprach als einer der ersten deutschen Juden modernes Hebräisch (Ivrit).

### Tätigkeit im Dritten Reich als Abessinien-Experte und Engagement in jüdischen Organisationen
Anfang 1933 war er für kurze Zeit Dezernent für jüdische Angelegenheiten im Auswärtigen Amt. Dass Mittwoch 1935 regulär emeritiert wurde und später noch Bezüge der Berliner Universität erhielt, war auf persönliche Intervention von Benito Mussolini zurückzuführen. Mittwoch war der führende Kenner Abessiniens in Europa und somit als Wissenschaftler im italienischen Abessinienkrieg von erheblicher Bedeutung. Zwischen 1910 und 1930 bildete Mittwoch junge Falaschas aus und war ein bedeutendes Mitglied des Hilfsvereins der deutschen Juden. Er amtierte als letzter Vorsitzender der Gesellschaft der Förderung der Wissenschaft des Judentums.

### Flucht nach London 1938, Tätigkeit für das Britische Informationsministerium, Tod, Schicksal der Angehörigen in der Shoah
Als er während eines Frankreich-Aufenthaltes im Auftrage des Joint Distribution Committee von der „Reichskristallnacht“ überrascht wurde, kehrte er nicht zurück, sondern emigrierte 1939 nach Großbritannien.
Von März 1941 bis zu seinem Tod im November 1942 war Mittwoch als Berater in der von dem 1933 emigrierten Ernst Jäckh geleiteten Nahostabteilung des Britischen Informationsministeriums tätig.

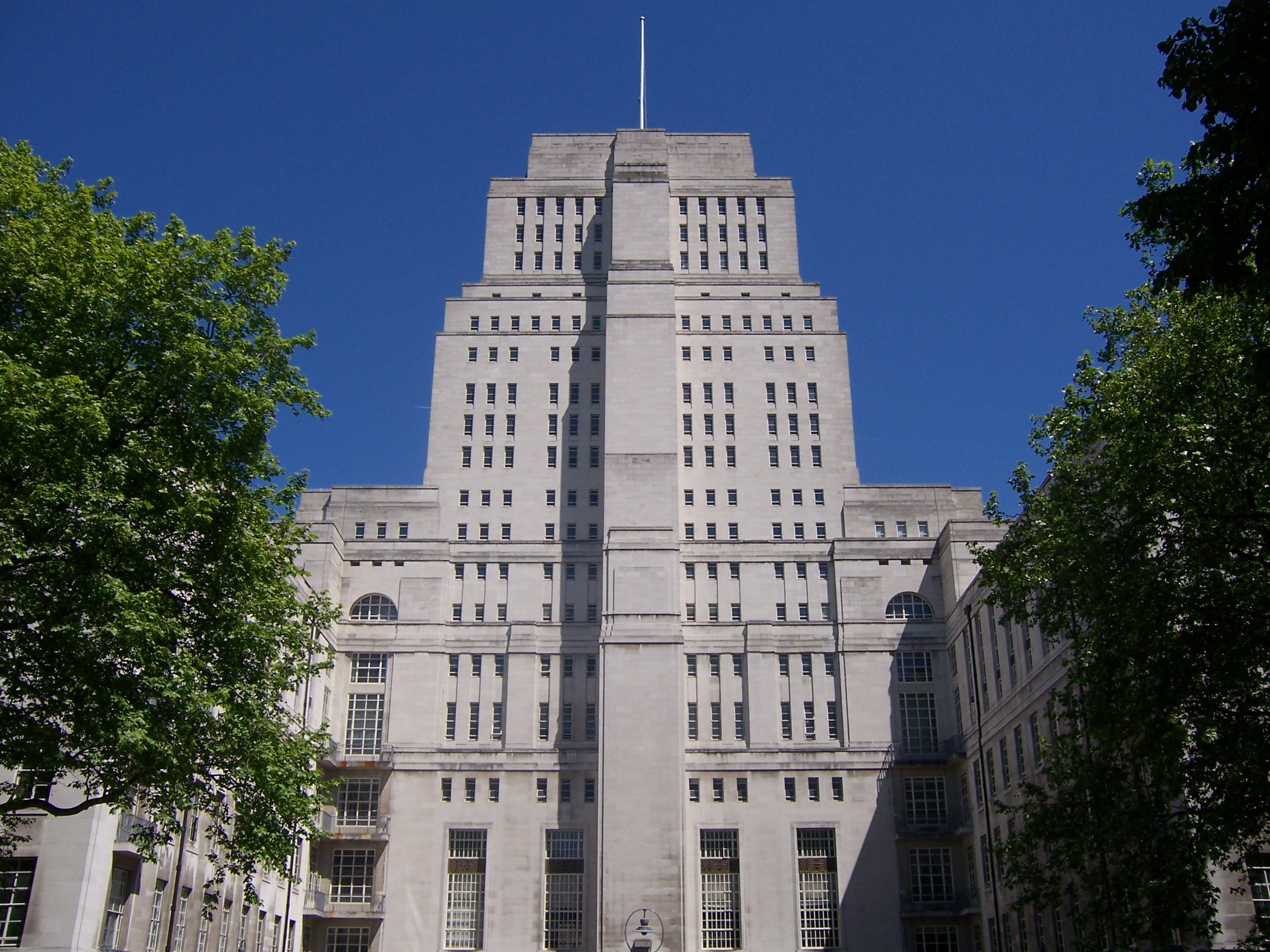
Sitz des Britischen Informationsministeriums, Mittwoch wirkte dort von 1941 bis 1942

Seine Mutter wurde im Konzentrationslager Bergen-Belsen ermordet, die Angehörigen, die sich nicht mit ihm nach London retten konnten, starben ebenfalls in der Shoah. Eugen Mittwochs älteste Tochter Ursula Mittwoch (1924–2021; verh. Springer, später wieder Mittwoch) lebte in London, wo sie bis 1990 als Professorin für  Humangenetik an der Universität London tätig war. Seine zweite Tochter Adele (1925–2011) war eine in London praktizierende und auch in Deutschland aktive und bekannte Psychotherapeutin. Die jüngste Tochter Anita (geb. 1926) arbeitete als Linguistin an der Hebräischen Universität Jerusalem, wo sie heute noch lebt.

## Publikationen
Eine vollständige Publikationsliste von Mittwoch findet sich in der Festschrift von Walter Gottschalk zu Mittwochs 60. Geburtstag. Wichtige Veröffentlichungen:
- Hebräische Inschriften aus Palmyra. (Hebrew inscriptions at Palmyra). 1902.
- Ibn Saad: Biographie Mohammeds bis zur Flucht. (Biography of Mohammed up to the time of his flight). Published by Eugen Mittwoch and Eduard Sachau. 1905 Digital.
- Die arabischen Lehrbücher der Augenheilkunde. (The Arabic manuals of ophthalmology). Published by I. Hirschberg, with the co-operation of I Lippert and E. Mittwoch. 1905.
- Die literarische Tätigkeit Hamza al-Isbahanis. (The literary activity of Hamza al-Isbahani). A contribution to ancient Arabic literary history. 1909.
- Abessinische Kinderspiele. 1910 f.
- Zur Entstehungs-Geschichte des Islamischen Gebets und Kultus. (On the origins of Islamic prayer and cult). 1913.
- Hebräische Inschriften in der Synagoge von Aleppo. (Hebrew Inscriptions at the Synagogue of Aleppo) by M. Sobernheim and E. Mittwoch. 1915.
- Mohammed-Biographie, 1917.
- Hebräische Etymologie. (Hebrew Etymology). 1923.
- Die traditionelle Aussprache des Aethiopischen. (Traditional pronunciation of Ethiopian). 1925.
- Aus dem Jemen. Hermann Burchardts letzte Reise in den Jemen (From the Yemen: Hermann Burchardt's last expedition to South Arabia). 1926.
- Moses Mendelssohn: Collected Works. Jubilee Edition. Published by I. Elbogen, I. Guttmann and E. Mittwoch. 1929–1932.
- Die amharische Version der Soirees de Carthage. (The Amharic Version of the Soirees de Carthage). 1932.
- Mit Johann Heinrich Mordtmann: Sabäische Inschriften. Friederichs, de Gruyter & Co., Hamburg 1931.
- Mit Johann Heinrich Mordtmann: Himjarische Inschriften in den staatlichen Museen zu Berlin. Hinrichs, Leipzig 1932.
- Mit Johann Heinrich Mordtmann: Altsüdarabische Inschriften. Pontifico Instituto Biblico, Rom in Orientalia, Heft 1–3, 1932 und Heft 1, 1933.

## Postume Veröffentlichungen
- Aramaic Documents of the Fifth Century. By G. R. Driver. Oxford, 1953 (Eugen Mittwoch lieferte dazu entscheidende Vorarbeiten).